# Wybory samorządowe w Korei Północnej w 2015 roku
Wybory samorządowe w Korei Północnej w 2015 roku odbyły się w niedzielę 19 lipca 2015. Wybory samorządowe w Korei Północnej odbywają się co cztery lata od 1999 roku. W wyborach wybierano przedstawicieli do władz prowincjalnych, miejskich oraz lokalnych zgromadzeń ludowych. Liczba miejsc w poszczególnych organach przedstawicielskich warunkowana była przez wielkość populacji danej prowincji lub miasta.
Były to pierwsze wybory samorządowe w Korei Północnej od 2011 roku, kiedy to władzę po zmarłym ojcu przejął Kim Dzong Un.
Obserwatorzy sytuacji w Korei Północnej wskazywały, że żadne wybory w Korei Północnej nie spełniały standardów demokratycznych. Wynikało to między innymi z totalitarnego charakteru państwa rządzonego twardą ręką przez dynastię Kimów, którzy od samego powstania Korei Północnej tłumiły najmniejsze przejawy opozycji wobec własnej polityki. Państwo posiada również rozbudowany aparat władzy, który jest w stanie kontrolować działania każdego Koreańczyka, a według organizacji Reporterzy bez Granic Korea Północna znajduje się na przedostatnim miejscu w światowym rankingu wolności prasy według państw świata. Według analityków wybory samorządowe w Korei Północnej miały charakter wyborów pokazowych.